# Brezik (Brčko)
Brezik är ett samhälle i Bosnien och Hercegovina. Det ligger i distriktet Brčko, i den nordöstra delen av landet, 120 km norr om huvudstaden Sarajevo. Brezik ligger 128 meter över havet och antalet invånare är 413.
Terrängen runt Brezik är platt.Närmaste större samhälle är Brčko, 5,5 km norr om Brezik.
Omgivningarna runt Brezik är en mosaik av jordbruksmark och naturlig växtlighet. Runt Brezik är det ganska tätbefolkat, med 67 invånare per kvadratkilometer.